# Билиран
Билиран (себ. Lalawigan sa Biliran, таг. Biliran) — провинция Филиппин, в регионе Восточные Висайи. Расположена на острове, лежащем в нескольких километрах к северу от острова Лейте. Административный центр — город Наваль. Билиран — одна из самых маленьких провинций в стране, до 1992 года была частью провинции Лейте.

## География

Остров Билиран

Площадь Билиран — 555,5 км² (4-я самая маленькая провинция страны), кроме собственно острове Билиран, она включает остров Марипипи и несколько незначительных необитаемых островков.
Большую часть главного острова занимают горы, прибрежные равнины очень узки, лишь в муниципалитетах Наталь и Каибиран они достигают 7 км и пригодны для земледелия. Горы также занимают большую часть острова Марипипи. Высшая точка провинции — гора Суиро (1300 м). Также здесь расположен активный вулкан Билиран, единственное историческое извержение которого было в 1939 году.

## Население
Согласно данным переписи 2010 года, население провинции составляет 161 760 человек. Около 58 % жителей говорят на варайском языке, распространены также себуанский и тагальский.

## Административное деление
В административном отношении делится на 8 муниципалитетов, все они, кроме Марипипи, расположены на острове Билиран.
- Альмерия
- Билиран
- Кабукгаян
- Каибиран
- Кулаба
- Каваян
- Марипипи
- Наваль